# Condado de Morgan (Virginia Occidental)
El condado de Morgan (en inglés: Morgan County), fundado en 1820, es uno de los 55 condados del estado estadounidense de Virginia Occidental. En el año 2000 tenía una población de 16.325 habitantes con una densidad poblacional de 25 personas por km². La sede del condado es Berkeley Springs.

## Geografía
Según la Oficina del Censo de los Estados Unidos, el condado tiene un área total de 1,482 km² (572 millas²). De éstas 593 km² (229 mi²) son de tierra y 3 km² (1 mi²) son de agua. 

### Condados adyacentes
- Condado de Washington - norte
- Condado de Berkeley - este
- Condado de Frederick - sureste
- Condado de Hampshire - suroeste
- Condado de Allegany - noroeste

### Carreteras
- U.S. Highway 522
- Ruta de Virginia Occidental 9

## Historia
El condado de Morgan se separó de los condados de Berkeley y Hampshire en 1820, su nombre es en honor de Daniel Morgan, general durante la Guerra de Independencia de los Estados Unidos.

## Demografía
Según el censo del año 2000, hay 14,943 personas, 6,145 cabezas de familia, y 4,344 familias que residen en el condado. La densidad de población es de 25 hab/km² (65 hab/mi²). La composición racial tiene:
- 98,30% Blancos (no hispanos)
- 0,83% Hispanos (todos los tipos)
- 0,60% Negros o Negros americanos (no hispanos)
- 0,23% Otras razas (no hispanos)
- 0,12% Asiáticos (no hispanos)
- 0,57% Mestizos (no hispanos)
- 0,17% Nativos americanos (no hispanos)
- 0,01% Isleños (no hispanos)

Hay 6,145 cabezas de familia, de los cuales el 29% tienen menores de 18 años viviendo con ellos, el 57,90% son parejas casadas viviendo juntas, el 8,20% son mujeres que forman una familia monoparental (sin cónyuge), y 29,30% no son familias. El tamaño promedio de una familia es de 2,4 miembros.
En el condado el 18, de la población tiene menos de 18 años, el 27,30% tiene de 18 a 24 años, el 26,90% tiene de 25 a 44, el and de 45 a 64, y el of son mayores de 65 años. La edad media es de females años. Por cada 100 mujeres hay females hombres. Por cada 100 mujeres mayores de 18 años hay 0 hombres.
Tabla de la evolución demográfica:
|       | 1900  | 1910  | 1920  | 1930  | 1940  | 1950  | 1960  | 1970  | 1980   | 1990   | 2000   |
| ----- | ----- | ----- | ----- | ----- | ----- | ----- | ----- | ----- | ------ | ------ | ------ |
| TOTAL | 7.294 | 7.848 | 8.357 | 8.406 | 8.743 | 8.276 | 8.376 | 8.547 | 10 696 | 12 128 | 14 943 |

## Economía
Los ingresos medios de un cabeza de familia el condado es de $35 016, y el ingreso medio familiar es $40 690.00 Los hombres tienen unos ingresos medios de $29,816 frente a $22 307 de las mujeres. El ingreso per cápita del condado es de $18 109.00 El 10,40% de la población y el 8,00% de las familias están debajo de la línea de pobreza. Del total de gente en esta situación, 1160% tienen menos de 18 y el 8,80% tienen 65 años o más.

## Ciudades y pueblos
- Berkeley Springs
- Town of Paw Paw

### Lugares designados por el censo
| - Berryville - Burnt Factory - Campbells - Cherry Run - Doe Gully - Duckwall | - Great Cacapon - Green Ridge - Greenwood - Hancock - Hansrote - Holton | - Jerome - Jimtown - Johnsons Mill - Largent - Lineburg - Magnolia | - Mount Trimble - New Hope - North Berkeley - Oakland - Omps - Orleans Cross Roads | - Redrock Crossing - Ridersville - Ridge - Rock Gap - Sir Johns Run - Sleepy Creek | - Smith Crossroads - Spohrs Crossroads - Stotlers Crossroads - Unger - Woodmont - Woodrow |